# Art. 214
Art. 214 este o operă literară scrisă de Ion Luca Caragiale și publicată în 1901.